# Avenida Ricardo Rojas
La Avenida Ricardo Rojas es una avenida del noroeste de la ciudad de Córdoba (Argentina). Su nomenclatura va del 6300 al 15000, con una extensión total de 6 km.
Esta sirve de comunicación directa con la conurbana ciudad de Saldán, y como vía alternativa de llegada a La Calera, mediante Dumesnil, y por consiguiente, hacia el Dique San Roque. Es la ruta provincial  U-110  , conocida popularmente como  Camino a Saldan .

## Toponimia
La avenida debe su nombre al escritor y periodista Ricardo Rojas. Nació San Miguel de Tucumán el 16 de septiembre de 1882 y su padre era gobernador de Santiago del Estero, provincia donde se crio. Murió en Buenos Aires un 29 de julio de 1957.

## Recorrido
La avenida inicia con la nomenclatura 6300, en la intersección sistematizada con avenida Rafael Núñez, donde se encuentra el CPC Argüello.
Hasta principios de 2011, muchos de sus tramos eran peligrosos debido a la angostura de la arteria y el alto tráfico por el intenso desarrollo residencial del barrio Argüello y la localidad de Saldán. Pero fue en esa época que comenzaron las obras de ampliación para pasar de uno a tres carriles por sentido con un cantero divisorio, al menos durante un kilómetro. La obra está licitada para su totalidad, pero en partes avanza, mientras que en otras se encuentra paralizada.
En todo su tramo es acompañado por el ramal del Tren de las Sierras, que origina al menos cuatro pasos a nivel. A la altura del 9000 se encuentra un importante centro comercial llamado Paseo Rivera Indarte

## Recorridos sobre su traza
Las líneas que se mencionan a continuación no recorren totalmente la avenida, pero si lo hacen en gran parte del trayecto.
| Corredor | Líneas               |
| -------- | -------------------- |
|          | - Línea N - Línea N3 |
|          | - Línea T - Línea T1 |
|          | - Línea E1           |
|          | - Línea D1           |